# سوکسینیمید
سوکسینیمید (به انگلیسی: Succinimide) یک ترکیب شیمیایی با شناسه پاب‌کم ۱۱۴۳۹ است. شکل ظاهری این ترکیب، پودر بلورین سفید است.